# شتیل هارالدستاد
شتیل هارالدستاد (انگلیسی: Kjetil-Vidar Haraldstad؛ زادهٔ ۲۸ ژوئن ۱۹۷۳ ‏(۵۱ سال)) موسیقی‌دان اهل نروژ است.